# Horkos
Horkos (grek.  Όρκος) var en gud eller ett andeväsen i den grekiska mytologin. Han var edens gud och straffade dem som begått mened och vittnat falskt. Hans latinska namn var Jusjurandum. Han var son till antingen gudinnan Eris eller till Aither (Luften) och Gaia (Jorden). 
Horkos hade ett nära samarbete med gudinnan Dike (Rättvisan).